# Tipaza (tỉnh)
Tipasa (tiếng Ả Rập: ولاية تيبازة , Tibaza, cổ hơn Tefessedt) là một tỉnh ở duyên hải Algérie, tỉnh lỵ là Tipasa, 50 km về phía tây thủ đô Algeria.

## Các đơn vị hành chính
Tỉnh này gồm 10 huyện và 28 đô thị. Các huyện:
- Cherchell
- Koléa
- Hadjout
- Gouraya
- Fouka
- Bou Ismaïl
- Damous
- Sidi Amar
- Ahmer El Aïn
- Đô thị cấp huyện: Tipaza